# (13703) Romero
(13703) Romero ist ein Asteroid des Hauptgürtels, der am 26. Juli 1998 vom belgischen Astronomen Eric Walter Elst am La-Silla-Observatorium (IAU-Code 809) der Europäischen Südsternwarte in Chile entdeckt wurde.
Der Asteroid wurde am 29. August 2015 nach dem salvadorianischen Erzbischof Óscar Romero (1917–1980) benannt, der als einer der prominentesten Verfechter der Befreiungstheologie gilt und am 23. Mai 2015 durch Papst Franziskus selig- sowie am 14. Oktober 2018 in Rom heiliggesprochen wurde.
Der Himmelskörper ist Mitglied der Massalia-Familie, einer Gruppe von Asteroiden mit geringer Bahnneigung, benannt nach ihrem größten Mitglied (20) Massalia.